# 旺角花墟

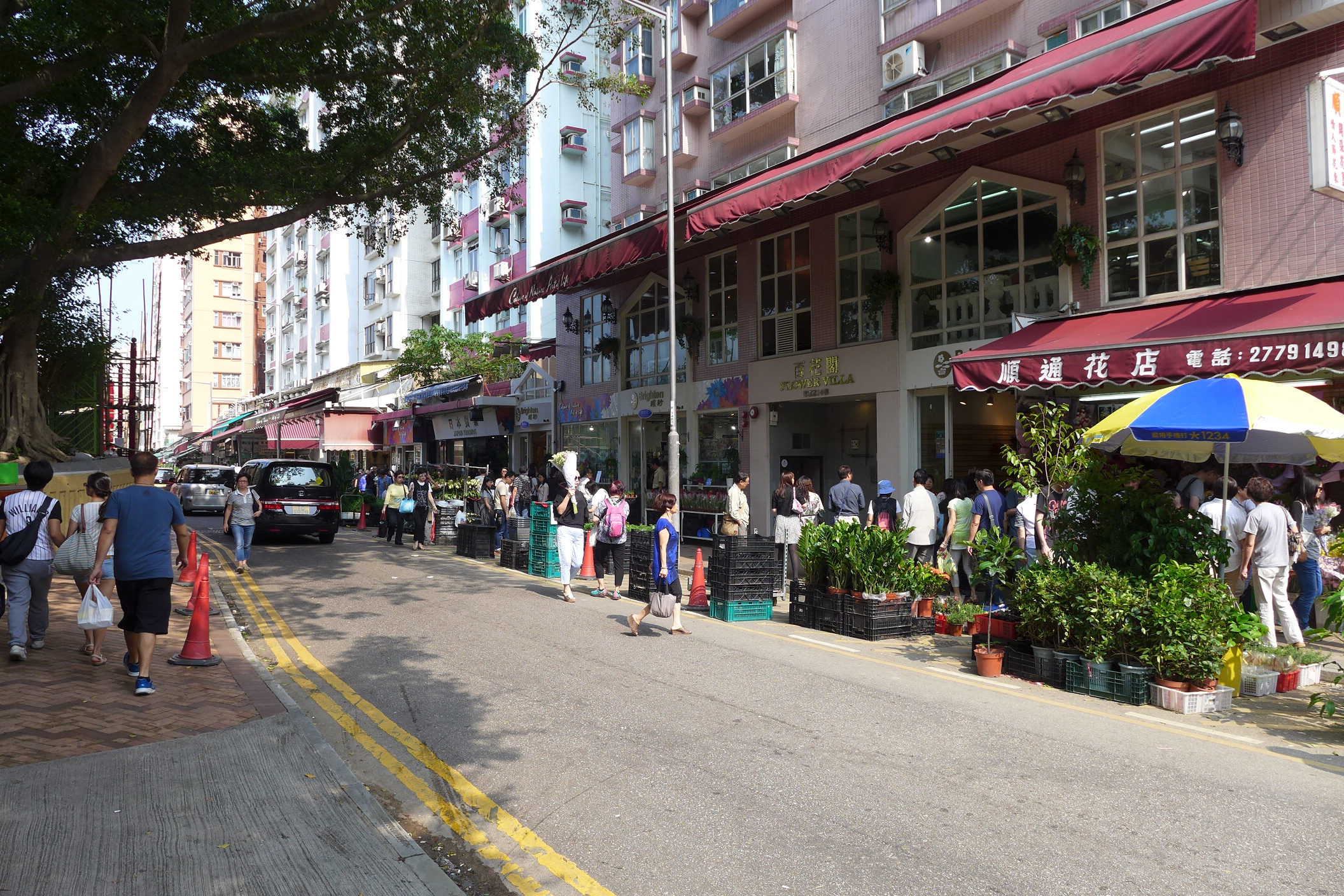
旺角花墟

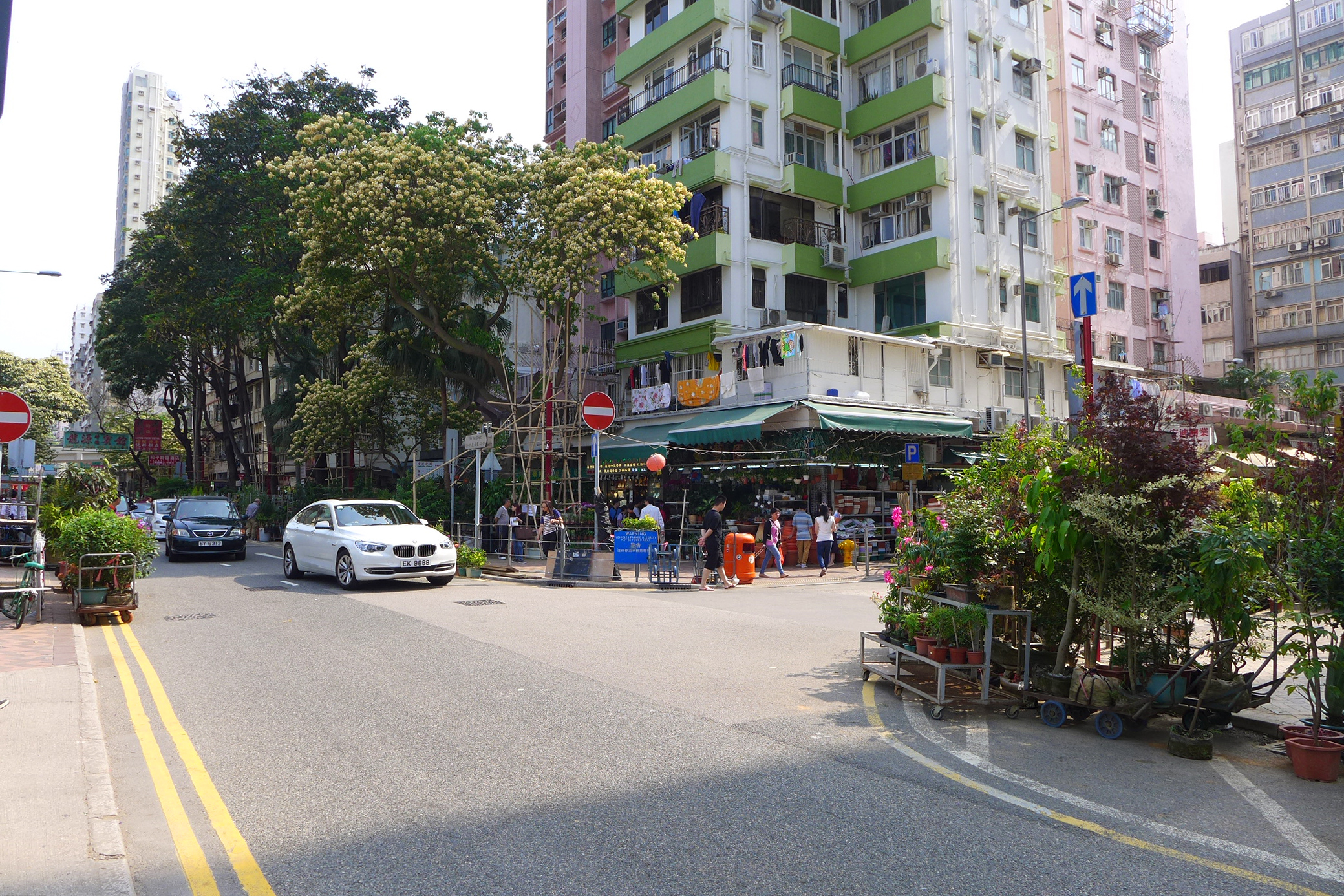
旺角花墟洗衣街段

旺角花墟（英語：Mong Kok Flower Market），是一個位於香港旺角北部的集市。商販主要集中在旺角花墟道兩旁，以批發價大批的售賣各式花卉，成為香港最大的零售花卉市場。

## 簡介
旺角花墟出現之前，鮮花的買賣乃在界限街花墟鮮花批發 （页面存档备份，存于）市場進行，但該市場於1957年改建成花墟公園之後，鮮花舖位就南移至現時的地點。當時沒有節日氣氛，直到80年代，零售商也開始置業也有所改善。
現時旺角花墟約有90間鮮花盆栽店、約15間園藝用品店，以及逾10間食品及裝束店。
每逢農曆新年、情人節及母親節等對鮮花需求殷切的日子，花墟都會熱鬧非常。
在2006年初，曾有報章報道，由於該區業主大幅提升租金，使超過一半的商戶都打算搬遷或結業，旺角花墟亦可能隨之而消失，幸好這個情況至今未有發生。

## 外部連結
- 花墟 - 香港旅遊發展局 （页面存档备份，存于）
- 市區重建局保育活化項目：太子道西190-204及210-212號 （页面存档备份，存于）